# Grand Prix Niemiec 2018
Grand Prix Niemiec 2018, oficjalnie Formula 1 Emirates Großer Preis von Deutschland 2018 – jedenasta eliminacja Mistrzostw Świata Formuły 1 w sezonie 2018. Grand Prix odbyło się w dniach 20–22 lipca 2018 roku na torze Hockenheimring w Hockenheim.

## Lista startowa
Źródło: Wyprzedź Mnie!
| Nr | Kierowca           | Zespół                           | Samochód                      | Silnik            | Opony |
| -- | ------------------ | -------------------------------- | ----------------------------- | ----------------- | ----- |
| 2  | Stoffel Vandoorne  | McLaren F1 Team                  | McLaren MCL33                 | Renault 1.6T V6   | P     |
| 3  | Daniel Ricciardo   | Aston Martin Red Bull Racing     | Red Bull RB14                 | TAG Heuer 1.6T V6 | P     |
| 5  | Sebastian Vettel   | Scuderia Ferrari                 | Ferrari SF71H                 | Ferrari 1.6T V6   | P     |
| 7  | Kimi Räikkönen     | Scuderia Ferrari                 | Ferrari SF71H                 | Ferrari 1.6T V6   | P     |
| 8  | Romain Grosjean    | Haas F1 Team                     | Haas VF-18                    | Ferrari 1.6T V6   | P     |
| 9  | Marcus Ericsson    | Alfa Romeo Sauber F1 Team        | Sauber C37                    | Ferrari 1.6T V6   | P     |
| 10 | Pierre Gasly       | Red Bull Toro Rosso Honda        | Toro Rosso STR13              | Honda 1.6T V6     | P     |
| 11 | Sergio Pérez       | Sahara Force India F1 Team       | Force India VJM11             | Mercedes 1.6T V6  | P     |
| 14 | Fernando Alonso    | McLaren F1 Team                  | McLaren MCL33                 | Renault 1.6T V6   | P     |
| 16 | Charles Leclerc    | Alfa Romeo Sauber F1 Team        | Sauber C37                    | Ferrari 1.6T V6   | P     |
| 18 | Lance Stroll       | Williams Martini Racing          | Williams FW41                 | Mercedes 1.6T V6  | P     |
| 20 | Kevin Magnussen    | Haas F1 Team                     | Haas VF-18                    | Ferrari 1.6T V6   | P     |
| 27 | Nico Hülkenberg    | Renault Sport Formula One Team   | Renault R.S.18                | Renault 1.6T V6   | P     |
| 28 | Brendon Hartley    | Red Bull Toro Rosso Honda        | Toro Rosso STR13              | Honda 1.6T V6     | P     |
| 31 | Esteban Ocon       | Sahara Force India F1 Team       | Force India VJM11             | Mercedes 1.6T V6  | P     |
| 33 | Max Verstappen     | Aston Martin Red Bull Racing     | Red Bull RB14                 | TAG Heuer 1.6T V6 | P     |
| 34 | Nicholas Latifi    | Sahara Force India F1 Team       | Force India VJM11             | Mercedes 1.6T V6  | P     |
| 35 | Siergiej Sirotkin  | Williams Martini Racing          | Williams FW41                 | Mercedes 1.6T V6  | P     |
| 44 | Lewis Hamilton     | Mercedes AMG Petronas Motorsport | Mercedes AMG F1 W09 EQ Power+ | Mercedes 1.6T V6  | P     |
| 50 | Antonio Giovinazzi | Alfa Romeo Sauber F1 Team        | Sauber C37                    | Ferrari 1.6T V6   | P     |
| 55 | Carlos Sainz Jr.   | Renault Sport Formula One Team   | Renault R.S.18                | Renault 1.6T V6   | P     |
| 77 | Valtteri Bottas    | Mercedes AMG Petronas Motorsport | Mercedes AMG F1 W09 EQ Power+ | Mercedes 1.6T V6  | P     |
| Nr | Kierowca           | Zespół                           | Samochód                      | Silnik            | Opony |

## Wyniki

### Sesje treningowe
Źródło: Wyprzedź Mnie!
| Sesja | Nr | Kierowca         | Konstruktor | Czas     | Okr. |
| ----- | -- | ---------------- | ----------- | -------- | ---- |
| 1     | 3  | Daniel Ricciardo | Red Bull    | 1:13,525 | 22   |
| 2     | 33 | Max Verstappen   | Red Bull    | 1:13,085 | 18   |
| 3     | 16 | Charles Leclerc  | Sauber      | 1:34,577 | 8    |

### Kwalifikacje
Źródło: Wyprzedź Mnie!
| Poz. | Nr | Kierowca          | Konstruktor | Q1       | Q2         | Q3       | Poz. s. |
| --- | --- | ----------------- | ----------- | -------- | ---------- | -------- | ------- |
| 1 | 5 | Sebastian Vettel  | Ferrari     | 1:12,538 | 1:12,505   | 1:11,212 | 1       |
| 2 | 77 | Valtteri Bottas   | Mercedes    | 1:12,962 | 1:12,152   | 1:11,416 | 2       |
| 3 | 7 | Kimi Räikkönen    | Ferrari     | 1:12,505 | 1:12,336   | 1:11,547 | 3       |
| 4 | 33 | Max Verstappen    | Red Bull    | 1:13,127 | 1:12,188   | 1:11,822 | 4       |
| 5 | 20 | Kevin Magnussen   | Haas        | 1:13,105 | 1:12,523   | 1:12,200 | 5       |
| 6 | 8 | Romain Grosjean   | Haas        | 1:12,986 | 1:12,722   | 1:12,544 | 6       |
| 7 | 27 | Nico Hülkenberg   | Renault     | 1:13,479 | 1:12,946   | 1:12,560 | 7       |
| 8 | 55 | Carlos Sainz Jr.  | Renault     | 1:13,324 | 1:13,032   | 1:12,692 | 8       |
| 9 | 16 | Charles Leclerc   | Sauber      | 1:13,077 | 1:12,995   | 1:12,717 | 9       |
| 10 | 11 | Sergio Pérez      | Force India | 1:13,427 | 1:13,072   | 1:12,774 | 10      |
| 11 | 14 | Fernando Alonso   | McLaren     | 1:13,614 | 1:13,657   |          | 11      |
| 12 | 35 | Siergiej Sirotkin | Williams    | 1:13,708 | 1:13,702   |          | 12      |
| 13 | 9 | Marcus Ericsson   | Sauber      | 1:13,562 | 1:13,736   |          | 13      |
| 14 | 44 | Lewis Hamilton    | Mercedes    | 1:13,012 | brak czasu |          | 14      |
| 15 | 3 | Daniel Ricciardo  | Red Bull    | 1:13,318 | brak czasu |          | 19      |
| 16 | 31 | Esteban Ocon      | Force India | 1:13,720 |            |          | 15      |
| 17 | 10 | Pierre Gasly      | Toro Rosso  | 1:13,749 |            |          | 20      |
| 18 | 28 | Brendon Hartley   | Toro Rosso  | 1:14,045 |            |          | 16      |
| 19 | 18 | Lance Stroll      | Williams    | 1:14,206 |            |          | 17      |
| 20 | 2 | Stoffel Vandoorne | McLaren     | 1:14,401 |            |          | 18      |
| Poz. | Nr | Kierowca          | Konstruktor | Q1       | Q2         | Q3       | Poz. s. |
| \| Legenda \| Legenda \| \| ------------------------ \| ---------------------------------------------------------------------------------------------------------------------------------------------------------------------------------------------------------------------------------------------------------------- \| \| Poz. Nr Q1 Q2 Q3 Poz. s. \| Pozycja zajęta w sesji kwalifikacyjnej Numer startowy kierowcy Wynik uzyskany w pierwszej części kwalifikacji Wynik uzyskany w drugiej części kwalifikacji Wynik uzyskany w trzeciej części kwalifikacji Pozycja startowa po uwzględnięniu kar, przesunięć, itp. \| | |                   |             |          |            |          |         |
| Legenda | |                   |             |          |            |          |         |
| Poz. Nr Q1 Q2 Q3 Poz. s. | Pozycja zajęta w sesji kwalifikacyjnej Numer startowy kierowcy Wynik uzyskany w pierwszej części kwalifikacji Wynik uzyskany w drugiej części kwalifikacji Wynik uzyskany w trzeciej części kwalifikacji Pozycja startowa po uwzględnięniu kar, przesunięć, itp. |                   |             |          |            |          |         |

Uwagi
1. ↑  Daniel Ricciardo został ukarany cofnięciem o 20 pozycji za przekroczenie liczby użytych części jednostki napędowej.
2. ↑  Pierre Gasly został ukarany cofnięciem o 30 pozycji za przekroczenie liczby użytych części jednostki napędowej.

### Wyścig
Źródło: Wyprzedź Mnie!
| P                 | + / –     | Nr | Kierowca          | Konstruktor | Okr. | Czas / Strata | Komentarz          |
| ----------------- | --------- | -- | ----------------- | ----------- | ---- | ------------- | ------------------ |
| 1                 | 13        | 44 | Lewis Hamilton    | Mercedes    | 67   | 1h32m29,845   |                    |
| 2                 | Bez zmian | 77 | Valtteri Bottas   | Mercedes    | 67   | +0:04,535     |                    |
| 3                 | Bez zmian | 7  | Kimi Räikkönen    | Ferrari     | 67   | +0:06,732     |                    |
| 4                 | Bez zmian | 33 | Max Verstappen    | Red Bull    | 67   | +0:07,654     |                    |
| 5                 | 2         | 27 | Nico Hülkenberg   | Renault     | 67   | +0:26,609     |                    |
| 6                 | Bez zmian | 8  | Romain Grosjean   | Haas        | 67   | +0:28,871     |                    |
| 7                 | 3         | 11 | Sergio Pérez      | Force India | 67   | +0:30,556     |                    |
| 8                 | 7         | 31 | Esteban Ocon      | Force India | 67   | +0:31,750     |                    |
| 9                 | 4         | 9  | Marcus Ericsson   | Sauber      | 67   | +0:32,362     |                    |
| 10                | 6         | 28 | Brendon Hartley   | Toro Rosso  | 67   | +0:34,197     |                    |
| 11                | 6         | 20 | Kevin Magnussen   | Haas        | 67   | +0:34,919     |                    |
| 12                | 4         | 55 | Carlos Sainz Jr.  | Renault     | 67   | +0:43,069     | [ a ]              |
| 13                | 5         | 2  | Stoffel Vandoorne | McLaren     | 67   | +0:46,617     |                    |
| 14                | 6         | 10 | Pierre Gasly      | Toro Rosso  | 66   | +1 okr.       |                    |
| 15                | 6         | 16 | Charles Leclerc   | Sauber      | 66   | +1 okr.       |                    |
| 16                | 5         | 14 | Fernando Alonso   | McLaren     | 65   | +2 okr.       | skrzynia biegów    |
| Niesklasyfikowani |           |    |                   |             |      |               |                    |
|                   |           | 18 | Lance Stroll      | Williams    | 53   | +14 okr.      | hamulce            |
|                   |           | 5  | Sebastian Vettel  | Ferrari     | 51   | +16 okr.      | wypadek            |
|                   |           | 35 | Siergiej Sirotkin | Williams    | 51   | +16 okr.      | jednostka napędowa |
|                   |           | 3  | Daniel Ricciardo  | Red Bull    | 27   | +40 okr.      | jednostka napędowa |
| P                 | + / –     | Nr | Kierowca          | Konstruktor | Okr. | Czas / Strata | Komentarz          |

Uwagi
1. ↑  Carlos Sainz Jr. został ukarany 10-sekundową karą czasową za wyprzedzanie podczas neutralizacji.

### Najszybsze okrążenie
Źródło: Wyprzedź Mnie!
| Nr | Kierowca       | Konstruktor | Czas     | Okr. |
| -- | -------------- | ----------- | -------- | ---- |
| 44 | Lewis Hamilton | Mercedes    | 1:15,545 | 66   |

### Prowadzenie w wyścigu
| Nr                              | Kierowca         | Konstruktor | Okrążenia   | Suma |
| ------------------------------- | ---------------- | ----------- | ----------- | ---- |
| 5                               | Sebastian Vettel | Ferrari     | 1-25, 39-51 | 38   |
| 77                              | Valtteri Bottas  | Mercedes    | 26-28, 52   | 4    |
| 7                               | Kimi Räikkönen   | Ferrari     | 29-38       | 10   |
| 44                              | Lewis Hamilton   | Mercedes    | 53-67       | 15   |
| \| Wykres \| \| ------ \| \| \| |                  |             |             |      |
| Źródło: racing-reference.info   |                  |             |             |      |
| Wykres                          |                  |             |             |      |
|                                 |                  |             |             |      |

## Klasyfikacja po wyścigu

### Kierowcy
| P  | +/− | Kierowca          | Starty | Punkty | P1 | P2 | P3 | PP | NO | NS |
| -- | --- | ----------------- | ------ | ------ | -- | -- | -- | -- | -- | -- |
| 1  | +1  | Lewis Hamilton    | 11     | 188    | 4  | 2  | 2  | 4  | 1  | 1  |
| 2  | −1  | Sebastian Vettel  | 11     | 171    | 4  | 1  | 1  | 5  | 1  | 1  |
| 3  | 0   | Kimi Räikkönen    | 11     | 131    | –  | 2  | 5  | –  | 1  | 2  |
| 4  | +1  | Valtteri Bottas   | 11     | 122    | –  | 5  | –  | 1  | 3  | 1  |
| 5  | −1  | Daniel Ricciardo  | 11     | 106    | 2  | –  | –  | 1  | 3  | 4  |
| 6  | 0   | Max Verstappen    | 11     | 105    | 1  | 1  | 2  | –  | 2  | 2  |
| 7  | 0   | Nico Hülkenberg   | 11     | 52     | –  | –  | –  | –  | –  | 3  |
| 8  | 0   | Fernando Alonso   | 11     | 40     | –  | –  | –  | –  | –  | 2  |
| 9  | 0   | Kevin Magnussen   | 11     | 39     | –  | –  | –  | –  | –  | 1  |
| 10 | +2  | Sergio Pérez      | 11     | 30     | –  | –  | 1  | –  | –  | 1  |
| 11 | 0   | Esteban Ocon      | 11     | 29     | –  | –  | –  | –  | –  | 3  |
| 12 | −2  | Carlos Sainz Jr.  | 11     | 28     | –  | –  | –  | –  | –  | 1  |
| 13 | +2  | Romain Grosjean   | 11     | 20     | –  | –  | –  | –  | –  | 4  |
| 14 | −1  | Pierre Gasly      | 11     | 18     | –  | –  | –  | –  | –  | 3  |
| 15 | −1  | Charles Leclerc   | 11     | 13     | –  | –  | –  | –  | –  | 1  |
| 16 | 0   | Stoffel Vandoorne | 11     | 8      | –  | –  | –  | –  | –  | 1  |
| 17 | +1  | Marcus Ericsson   | 11     | 5      | –  | –  | –  | –  | –  | 2  |
| 18 | −1  | Lance Stroll      | 11     | 4      | –  | –  | –  | –  | –  | 2  |
| 19 | 0   | Brendon Hartley   | 11     | 2      | –  | –  | –  | –  | –  | 3  |
| 20 | 0   | Siergiej Sirotkin | 11     | 0      | –  | –  | –  | –  | –  | 3  |
| P  | +/− | Kierowca          | Starty | Punkty | P1 | P2 | P3 | PP | NO | NS |

### Konstruktorzy
| P  | +/− | Konstruktor               | Starty | Punkty | P1 | P2 | P3 | PP | NO | NS |
| -- | --- | ------------------------- | ------ | ------ | -- | -- | -- | -- | -- | -- |
| 1  | +1  | Mercedes                  | 22     | 310    | 4  | 7  | 2  | 5  | 4  | 2  |
| 2  | −1  | Ferrari                   | 22     | 302    | 4  | 3  | 6  | 5  | 2  | 3  |
| 3  | 0   | Red Bull Racing-TAG Heuer | 22     | 211    | 3  | 1  | 2  | 1  | 5  | 6  |
| 4  | 0   | Renault                   | 22     | 80     | –  | –  | –  | –  | –  | 4  |
| 5  | +1  | Force India-Mercedes      | 22     | 59     | –  | –  | 1  | –  | –  | 4  |
| 6  | −1  | Haas-Ferrari              | 22     | 59     | –  | –  | –  | –  | –  | 5  |
| 7  | 0   | McLaren-Renault           | 22     | 48     | –  | –  | –  | –  | –  | 3  |
| 8  | 0   | Scuderia Toro Rosso-Honda | 22     | 20     | –  | –  | –  | –  | –  | 6  |
| 9  | 0   | Sauber-Ferrari            | 22     | 18     | –  | –  | –  | –  | –  | 3  |
| 10 | 0   | Williams-Mercedes         | 22     | 4      | –  | –  | –  | –  | –  | 5  |
| P  | +/− | Konstruktor               | Starty | Punkty | P1 | P2 | P3 | PP | NO | NS |